# Setarchinae
Die Setarchinae sind eine Unterfamilie kleiner bis mittelgroßer Meeresfische aus der Familie der Drachenköpfe (Scorpaenidae). Setarchinae sind weltweit in gemäßigten und tropischen Zonen verbreitet. Sie leben in Tiefen von 150 bis 2000 Metern und werden 13 bis 25 Zentimeter lang.

## Merkmale
Die Seitenlinie ist eine durchgehende Rinne die von dünnen, membranösen Schuppen bedeckt ist. Die Cycloidschuppen sind klein. Der Schädel ist dünn und kavernös, die Knochen wenig ossifiziert. Eine Schwimmblase ist gewöhnlich vorhanden, bei Ectreposebastes fehlend oder stark reduziert. Das seitliche Siebbein und das Prävomer haben Kontakt, Prävomer und Gaumenbein sind bezahnt. Es sind 7 Branchiostegalstrahlen vorhanden. Gewöhnlich beträgt die Anzahl Wirbel 24. Die Weichstrahlen der Schwanzflosse (Caudale), die 5 Strahlen der Bauchflossen (Ventrale) sowie die Weichstrahlen von Rückenflosse (Dorsale) und Afterflosse (Anale) sind verzweigt. Die Brustflossen (Pectorale) haben 18 bis 25 Flossenstrahlen, die Strahlen 2–3 bis 15–18 sind bei adulten Tieren verzweigt.
- Flossenformel: Dorsale XI–XIII/5–11, Anale III/4–7.

## Taxonomie und Systematik
Die Unterfamilie Setarchinae wurde 1943 von Matsubara erstellt und 1966 von Eschmeyer und Collette mit 4 Arten in den Gattungen Ectreposebastes, Lioscorpius und Setarches neu definiert. Ishida klassifizierte die Drachenkopfverwandten (Scorpaenoidei) 1994 neu und erhob die Unterfamilie zur Familie Setarchidae. Im Standardwerk Fishes of the World werden sie weiterhin als Unterfamilie der Scorpaenidae geführt und zahlreiche phylogenetische Arbeiten bestätigten, dass die Setarchidae und die ähnlichen Felsenbarsche (Sebastidae) evolutionäre Linien sind, die tief innerhalb der Scorpaenidae stehen und damit als Unterfamilien der Scorpaenidae zu klassifizieren sind. Dies wurde im Januar 2022 in Eschmeyer's Catalog of Fishes, einer Onlinedatenbank zur Fischsystematik, so übernommen.
Zurzeit umfasst die Familie drei Gattungen mit insgesamt sieben Arten:
- Ectreposebastes Garman, 1899
  - Ectreposebastes imus Garman, 1899
  - Ectreposebastes niger (Fourmanoir, 1971)
- Lioscorpius Günther, 1880
  - Lioscorpius longiceps Günther, 1880
  - Lioscorpius trifasciatus Last, Yearsley & Motomura, 2005
- Setarches Johnson, 1862
  - Setarches armata (Fowler, 1938)
  - Setarches guentheri Johnson, 1862
  - Setarches longimanus (Alcock, 1894)